# Chiesa di San Lussorio (Romana)
La chiesa di San Lussorio è una chiesa campestre ubicata in territorio di Romana - centro abitato della Sardegna nord-occidentale- da cui dista circa quattro chilometri. Consacrata al culto cattolico, fa parte della parrocchia della Madonna degli Angeli, diocesi di Alghero-Bosa.
Chiesa caratteristica in quanto ricavata in una grotta dove, secondo la leggenda, si sarebbe nascosto per sette anni il santo in modo da sfuggire ai suoi persecutori. L'avancorpo ha un lungo porticato sostenuto da contrafforti, edificato nell'Ottocento. Il 21 agosto di ogni anno vi si svolge una festa solenne in onore del santo.

## Galleria d'immagini

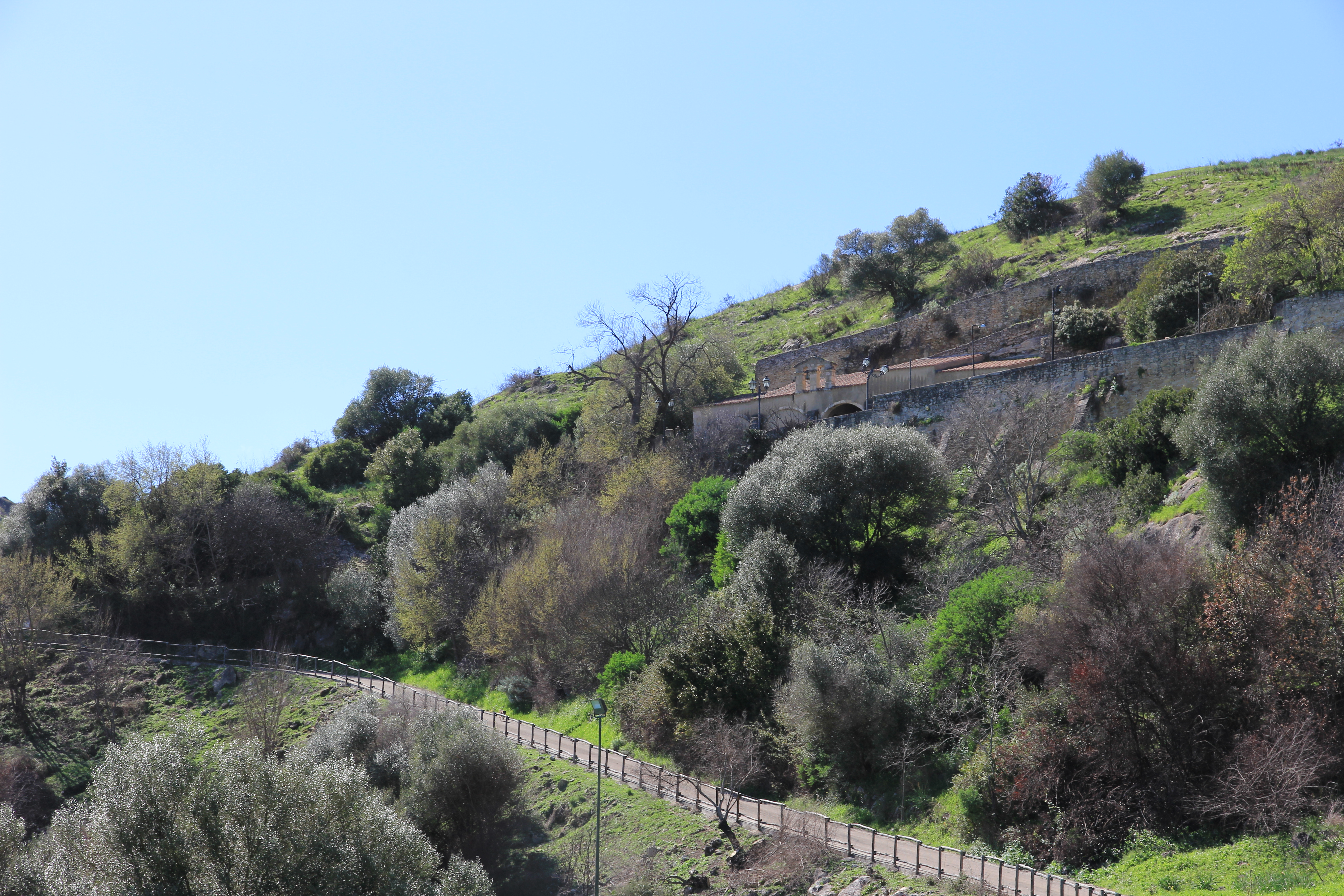
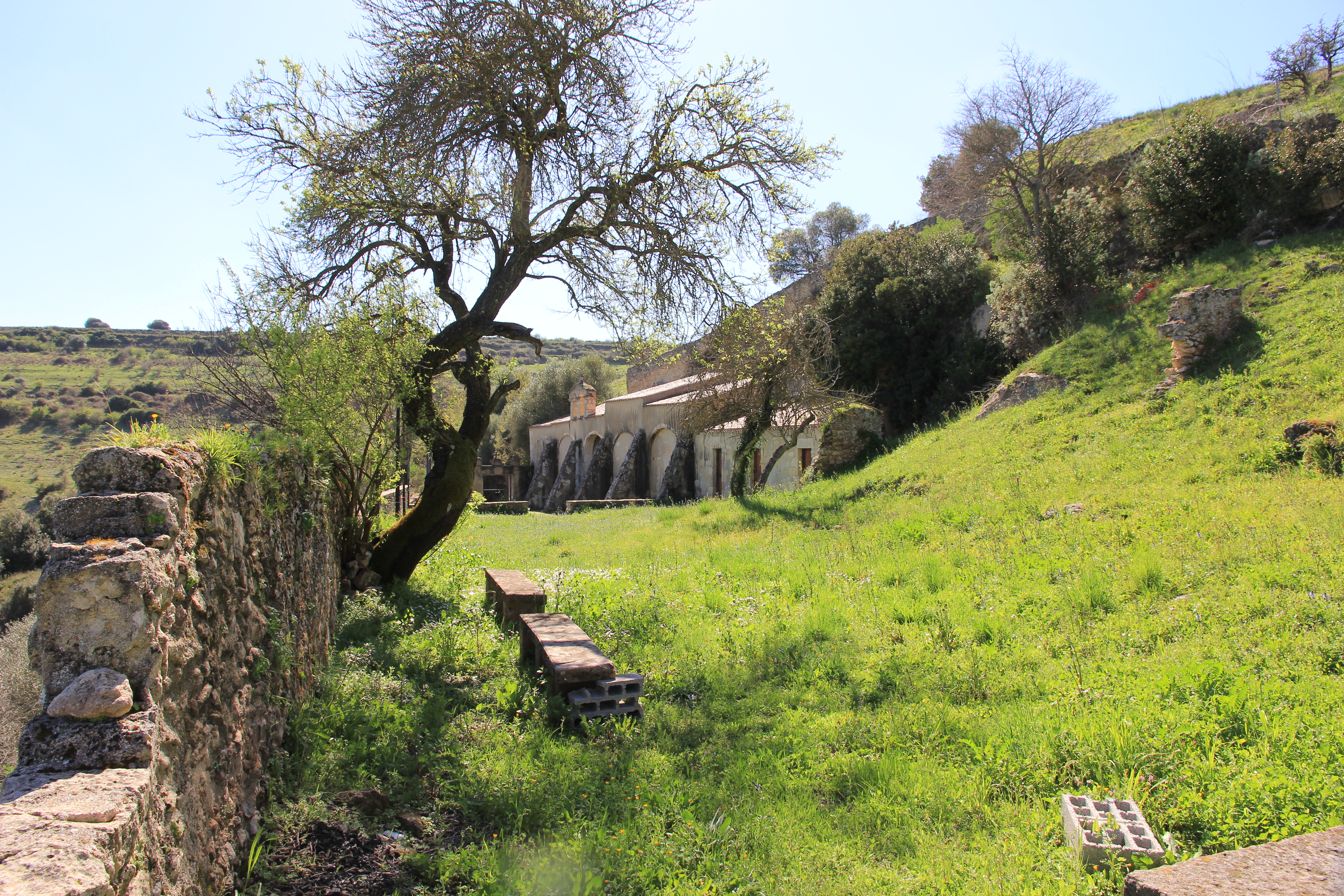
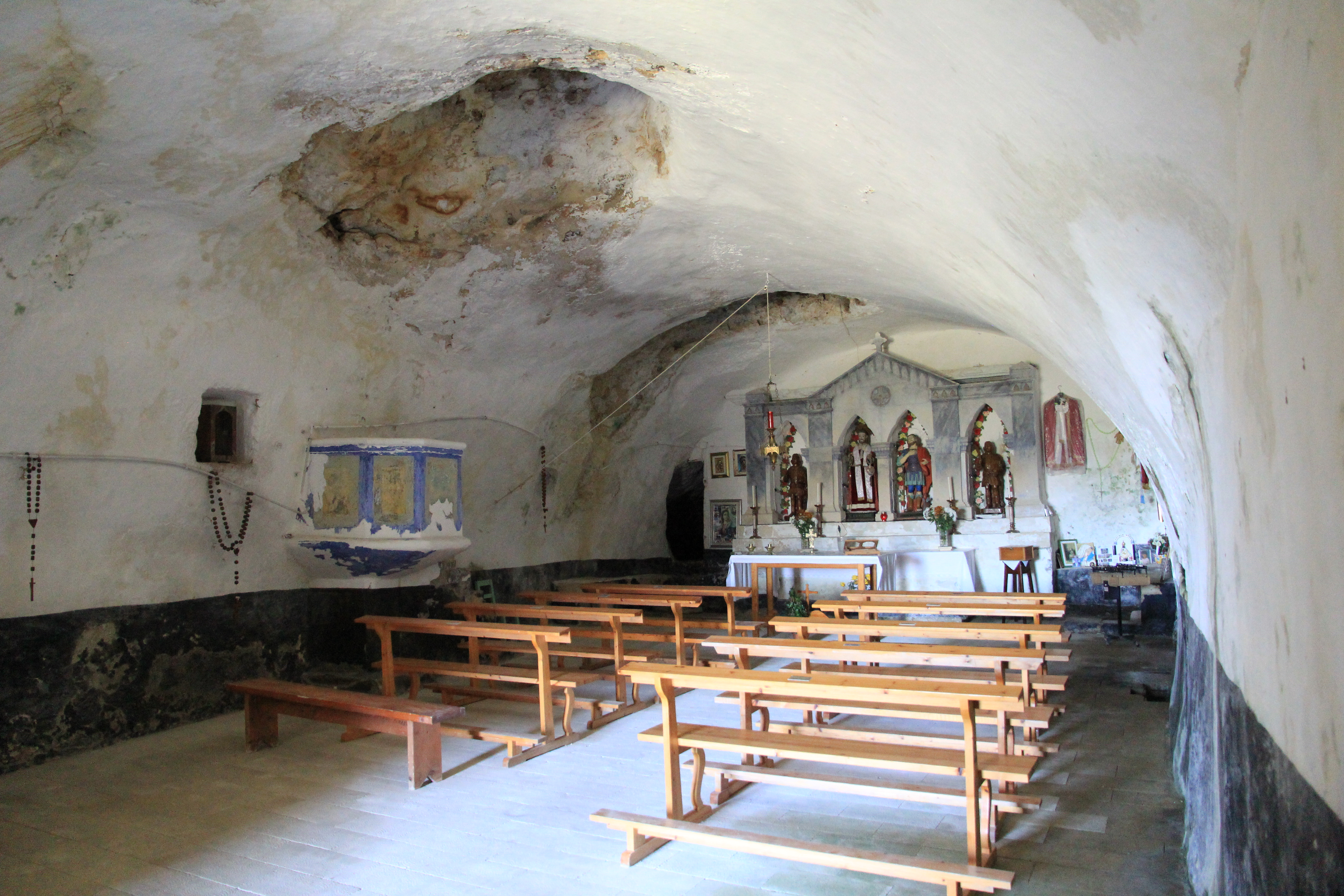
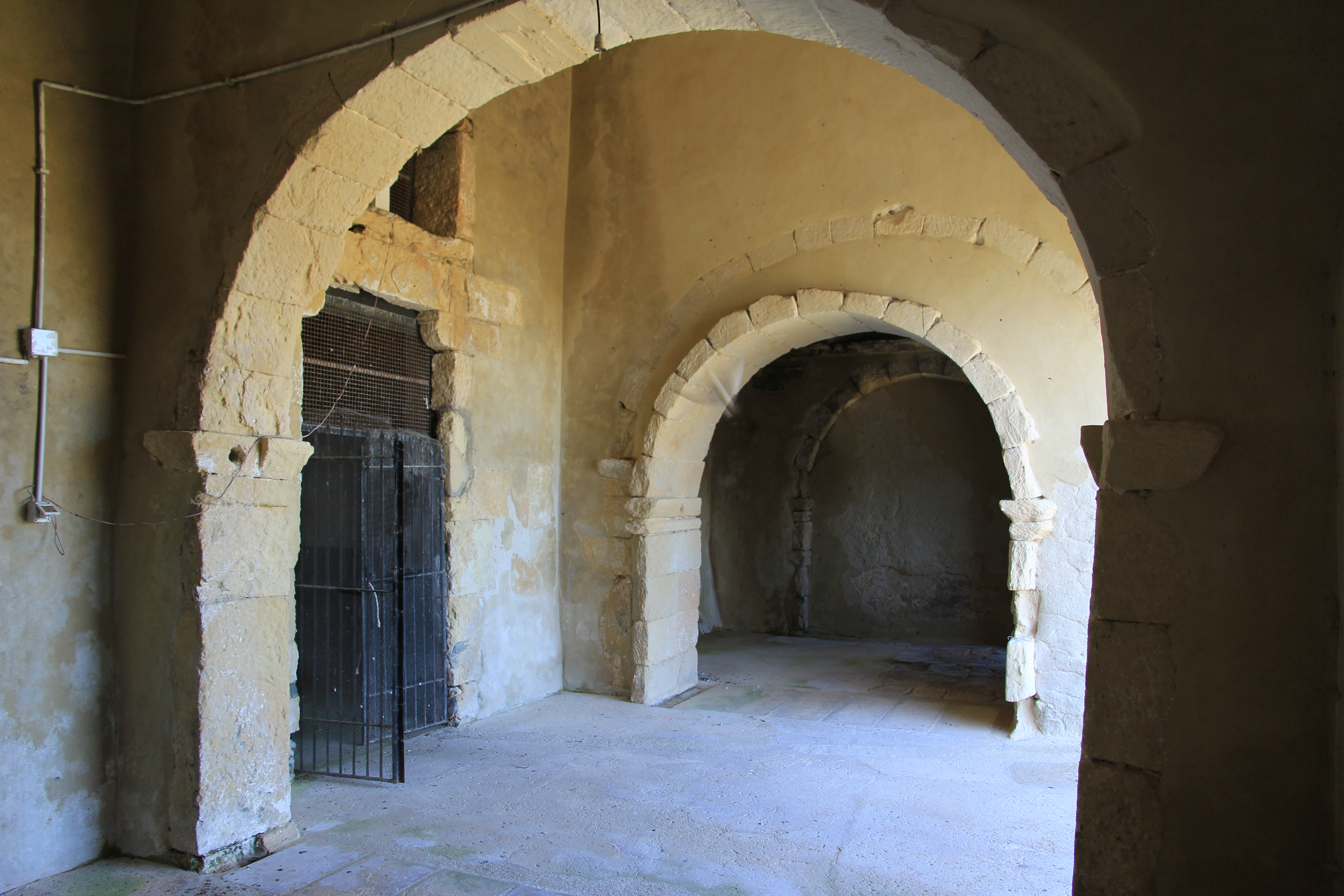